# Pagarbatu
Pagarbatu is een bestuurslaag in het regentschap Sumenep van de provincie Oost-Java, Indonesië. Pagarbatu telt 4054 inwoners (volkstelling 2010).